# Gustav Gerson Fürst
Gustav Gerson Fürst (* 2. Oktober 1840 in Berlin; † 28. Dezember 1918 in Berlin-Wilmersdorf) war ein deutscher Maler, Dekorationsmaler und Dekorationskünstler.

## Leben

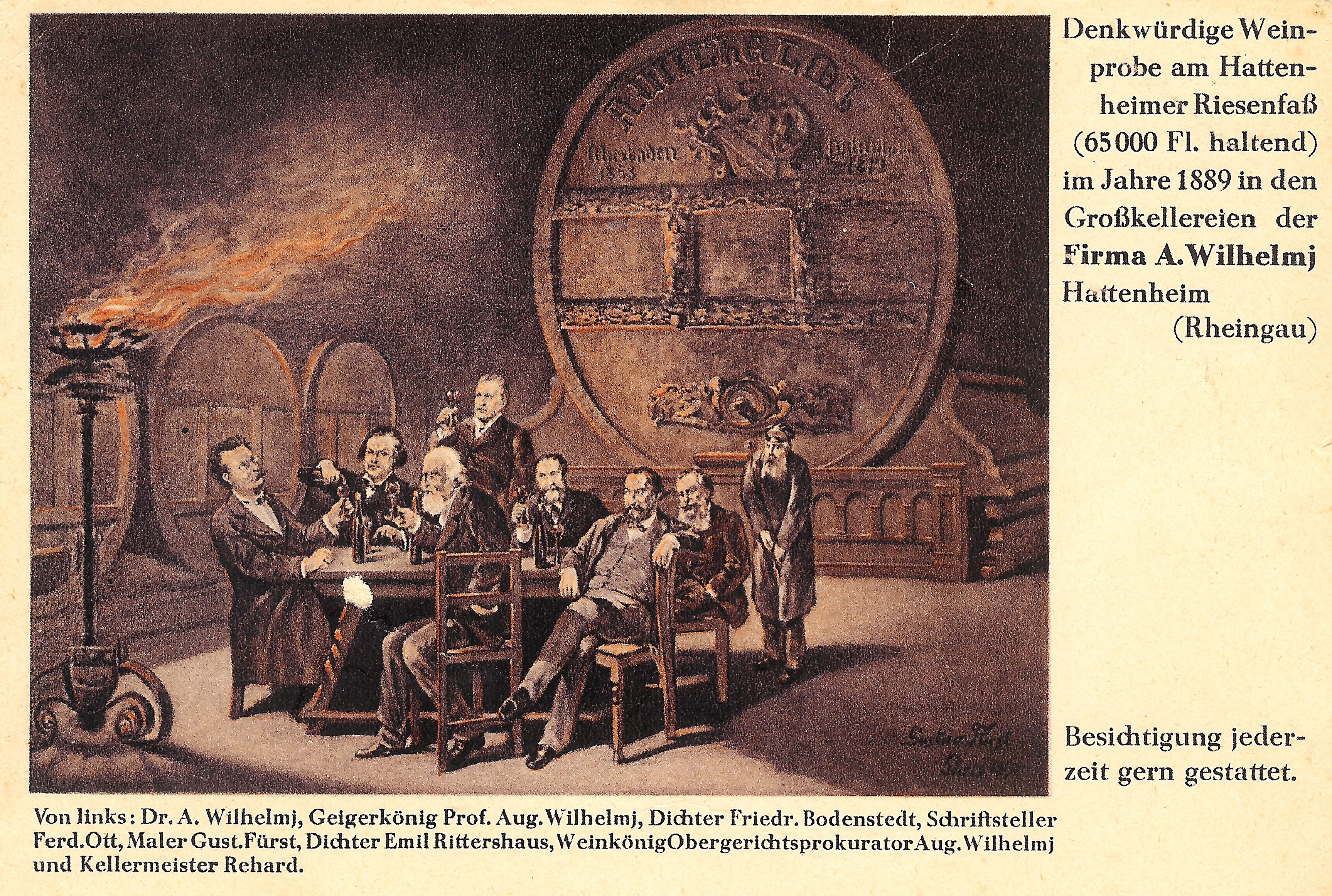
Gustav Fürst in einem Gesellschaftskreis der Kellerei A. Wilhelmj, 1889

Fürst, Spross einer jüdischen Familie, besuchte die Berliner Kunstschule und erhielt eine Ausbildung an der Königlichen Musterzeichenschule in Berlin. Von 1862 bis 1870 war er in Paris und studierte im Atelier von Édouard Charles Hugot sowie bei Alexandre Wauquier und J. A. Delforre. 1870 stellte er im Pariser Salon aus. Ab 1870 war er in Berlin als Dekorationsmaler tätig und stattete Villen und Privathäuser mit Wand- und Deckengemälden aus, u. a. im Berliner Tiergartenviertel. In den Jahren 1872 bis 1880 und 1892 erfolgte eine regelmäßige Teilnahme an den Berliner Akademie-Ausstellungen. Fürst war 1881–1914 Mitglied des Vereins Berliner Künstler.
Sein Sohn Edmund wurde ebenfalls als Maler bekannt. Seine Tochter Clara (1879–1944) war die erste Ehefrau des deutsch-amerikanischen Malers Lyonel Feininger. Sie wurde Opfer des Holocaust.

## Werke
- Fruits, Verbleib unbekannt (Salon 1870, Nr. 1112).